# Industrinormen
Industrinormen eller märket anger i Sverige den lönekostnadsökning som industrins parter i enlighet med Industriavtalet under avtalsrörelserna kommer överens om ska vara normerande för hela den svenska arbetsmarknaden. Industrinormen fungerar som riktmärke eller "märke" för lönekostnadsökningarna i samtliga näringsgrenar inklusive offentlig sektor. Den förhandlas fram av arbetsmarknadens parter inom exportindustrin (fackförbund och arbetsgivarna). Förhandlingarna sker mellan industrifacken (både arbetare och tjänstemän) och representanter för arbetsgivarna, under avtalsrörelserna. Som lönekostnadsökning räknas inte bara lönehöjningar utan även kostnader för förkortad arbetstid och extra pensionsavsättningar.
Under avtalsperioden november 2020 – mars 2023 angav industrinormen en 5,4 procentig lönekostnadsökning eller i genomsnitt till 2,2 procent per 12-månadersperiod. Under avtalsperioden april 2023 – mars 2025 är motsvarande siffra 7,4 procent vilket blir 3,7 procent omräknat till 12-månadersperioder.
Industrinormeringen stöds av bland annat Svenskt Näringsliv och Landsorganisationen men har kritiserats av LO-förbunden som tillhör konstellationen 6F
, arbetsgivarorganisationen Almega, den fackliga tankesmedjan Katalys och nationalekonomen Lars Calmfors.  Fackförbundet IF Metall slår vakt om industrinormen och anser att den fungerat bra.
Statliga Medlingsinstitutet åläggs i sin instruktion att tillvarata och upprätthålla den samsyn som finns på arbetsmarknaden om den internationellt konkurrensutsatta sektorns lönenormerande roll, det vill säga den så kallade industrinormen.